# Leuctra kopetdaghi
Leuctra kopetdaghi is een steenvlieg uit de familie naaldsteenvliegen (Leuctridae). De wetenschappelijke naam van de soort is voor het eerst geldig gepubliceerd in 1972 door Zhiltzova.